# Bittelschießer Täle

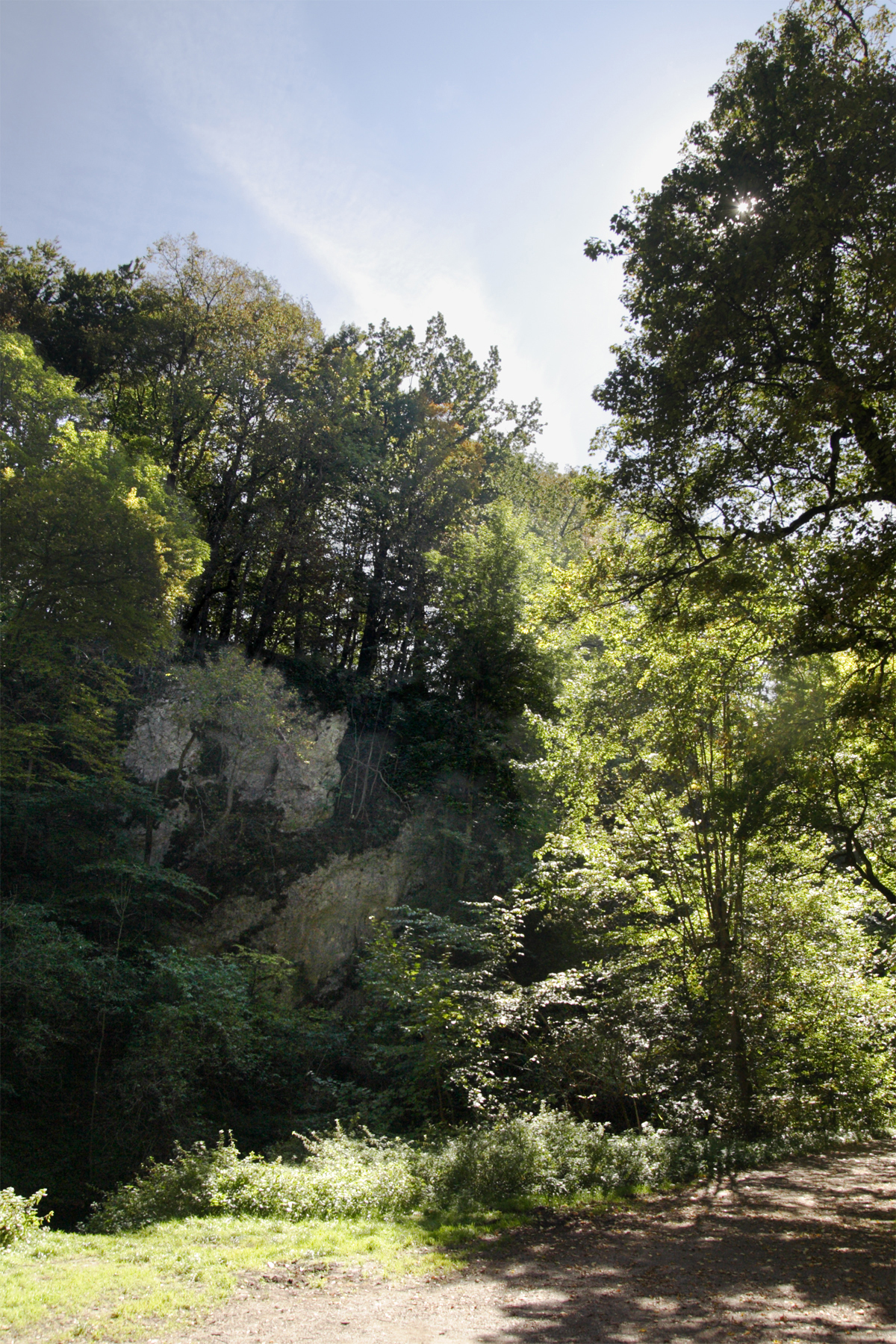
Bittelschießer Täle

Das Bittelschießer Täle ist ein canyonartiges, dicht verholztes Durchbruchstal im Unterlauf der Lauchert, westlich von Bingen im baden-württembergischen Landkreis Sigmaringen in Deutschland.
Der Canyon ist nur rund 400 Meter lang, 20–60 m breit und bis 30 m hoch (noch einmal 24 m Flusssedimente bis zur Felssohle). Es ist landschaftlich ein reizvolles Stück Flächenalb und auch geologisch ein besonders bedeutendes Geotop des Quartärs. Vom Mittelalter bis ins 19. Jahrhundert waren Canyon und Lauchert auch wirtschaftlich und als Herrschaftseigentum bedeutsam. Das enge Tal ist für Wanderer und Radfahrer aus nah und fern genauso beliebt, wie für Spaziergänge und Naherholung der Bewohner der umliegenden Orte.

## Klima und Hydrogeologie: wechselhaftes Quartär

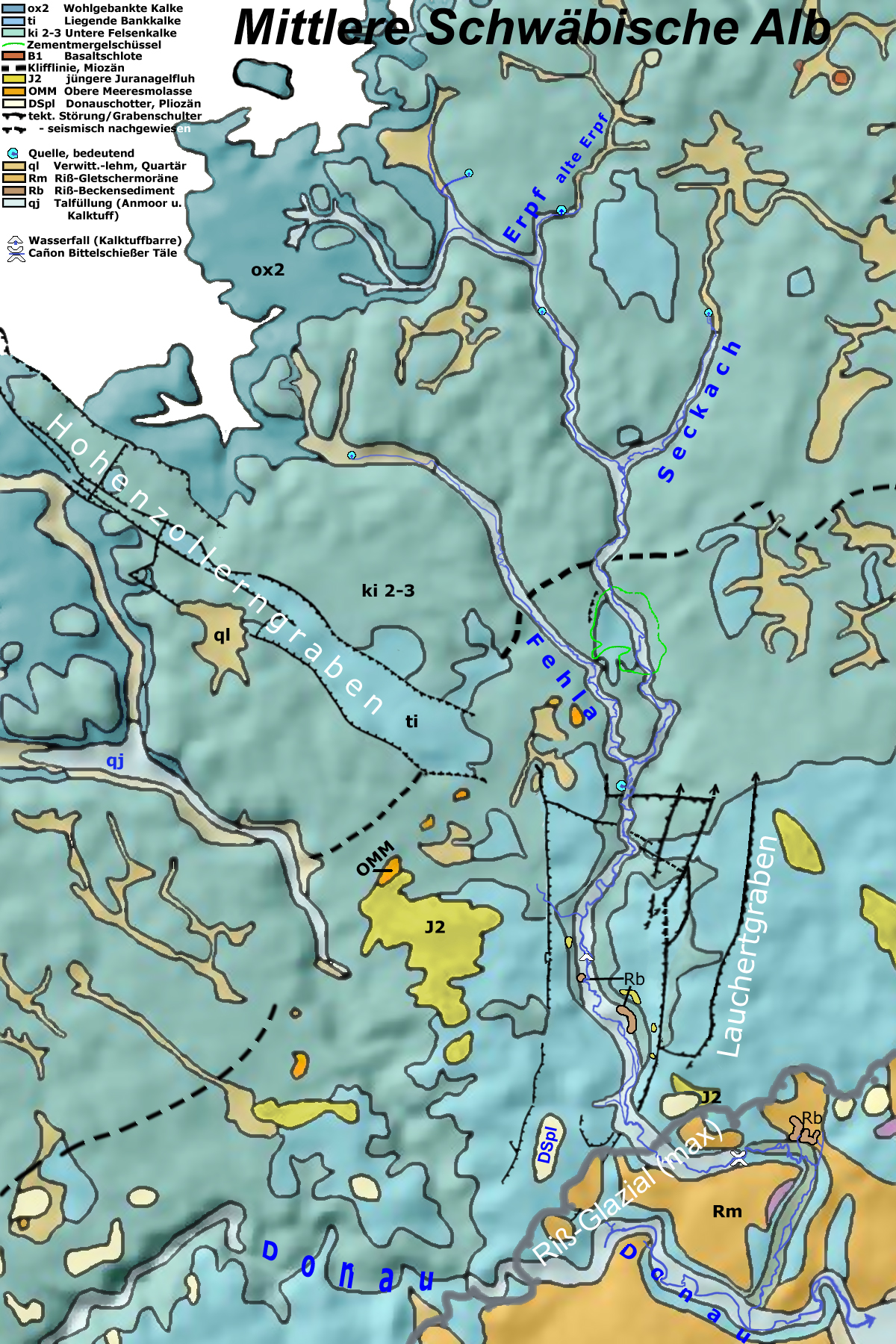
Schwäbische Alb, Lauf der Lauchert. Das Bittelschießer Täle und das „Riß-Glazial (max)“ des Rheingletschers sind eingezeichnet

Bis zur Mindel-Eiszeit (~1Ma) benutzte die Lauchert ihr heutiges Flussbett, mündete jedoch rund fünf Kilometer früher bei „Rückhau“, zwischen Hitzkofen und Heudorf in die damalige Obere Donau, welche zu dieser Zeit ab Scheer einem nördlicheren Weg nach Riedlingen folgte.

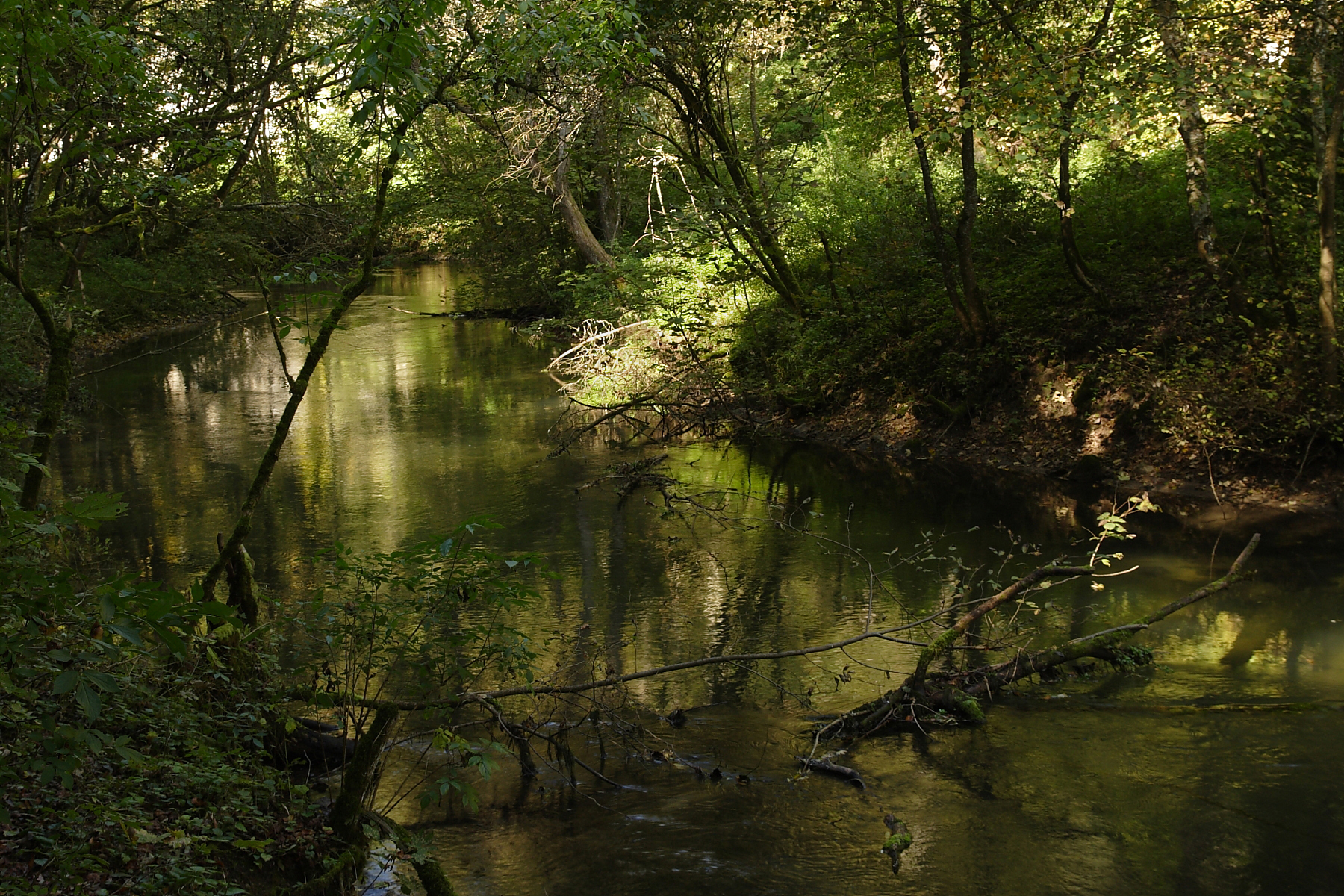
Lauchert im kleinen Dschungel des Bittelschießer Täles

Am Ende der Mindel-Eiszeit vor rund 900.000 Jahren durchbrach eine Urdonau den kleinen Pass beim „Bahnhof Hanfertal“ (heute Teil von Sigmaringen-Nord). Sie verkürzte ihren Weg nach Riedlingen, indem sie das Lauchertbett nutzte, um sodann ihren damals nördlicheren Weg nach Riedlingen fortzusetzen.

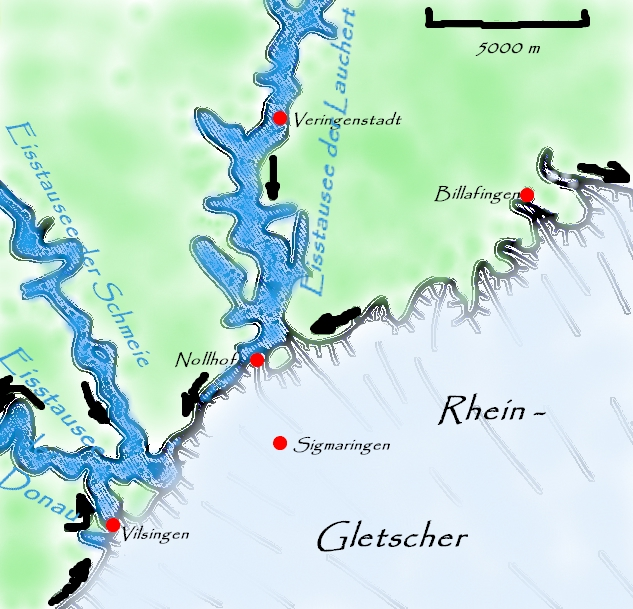
Schuttfächer des Rheingletschers. Plombierung der Oberen Donau und der Zuflüsse Lauchert und Schmeie

In der mittleren Riß-Kaltzeit, vor rund 200.000 Jahren, drangen Geschiebemassen des alpinen Rheingletschers in der Gegend um Sigmaringen in zwei Kaltphasen über die damalige Obere Donau hinweg nach Norden vor. Der Gletscherfächer erreichte in seiner zweiten Kaltphase seinen Maximalvorstoß („Vilsingen-Stand II“, Ort noch südlich der heutigen Donau) bei „Hertenstein, Lauchert“, Billafingen, Langenenslingen und Riedlingen. Die glazialen Sedimente waren so mächtig, dass Obere Donau und Lauchert gestaut wurden. Der Rückstau der Oberen Donau reichte mindestens bis Tuttlingen, der der Lauchert wahrscheinlich bis Hausen an der Lauchert.
Das vor der Riß-Kaltzeit von der Oberen Donau genutzte und von ihr weiter eingetiefte und dann durch die Gletschervorstöße gänzlich vom Moränenschutt plombierte Laucherttal zwischen Bahnhof „Hanfertal“ und Hitzkofen konnte die Lauchert wieder für sich vom Gletscherschutt befreien und benutzen – mit einer Ausnahme: Ein im geraden Weg stehender größerer Massenkalkfels der Liegenden Bankkalk-Formation wurde nicht wie ehedem umflossen (wie übrigens auch vormals durch eine Urdonau), sondern vom Schutt befreit und sodann canyonartig durchschnitten. Die Schuttausräumung und Erosion des Felsens wird auch deswegen gewaltig gewesen sein, weil kaltzeitbedingte reduzierte Verkarstung und sogar zeitweiser Permafrostboden die oberirdisch anfallenden Wassermengen vergrößerte. In wärmeren Phasen dagegen wurden Klüfte im Massenkalkfels erweitert oder sogar höhlenartig ausgeweitet. Das so entstandene Canyon der Lauchert ist das heutige Bittelschießer Täle.

## 700 Jahre Geschichte um Fluss und Tal

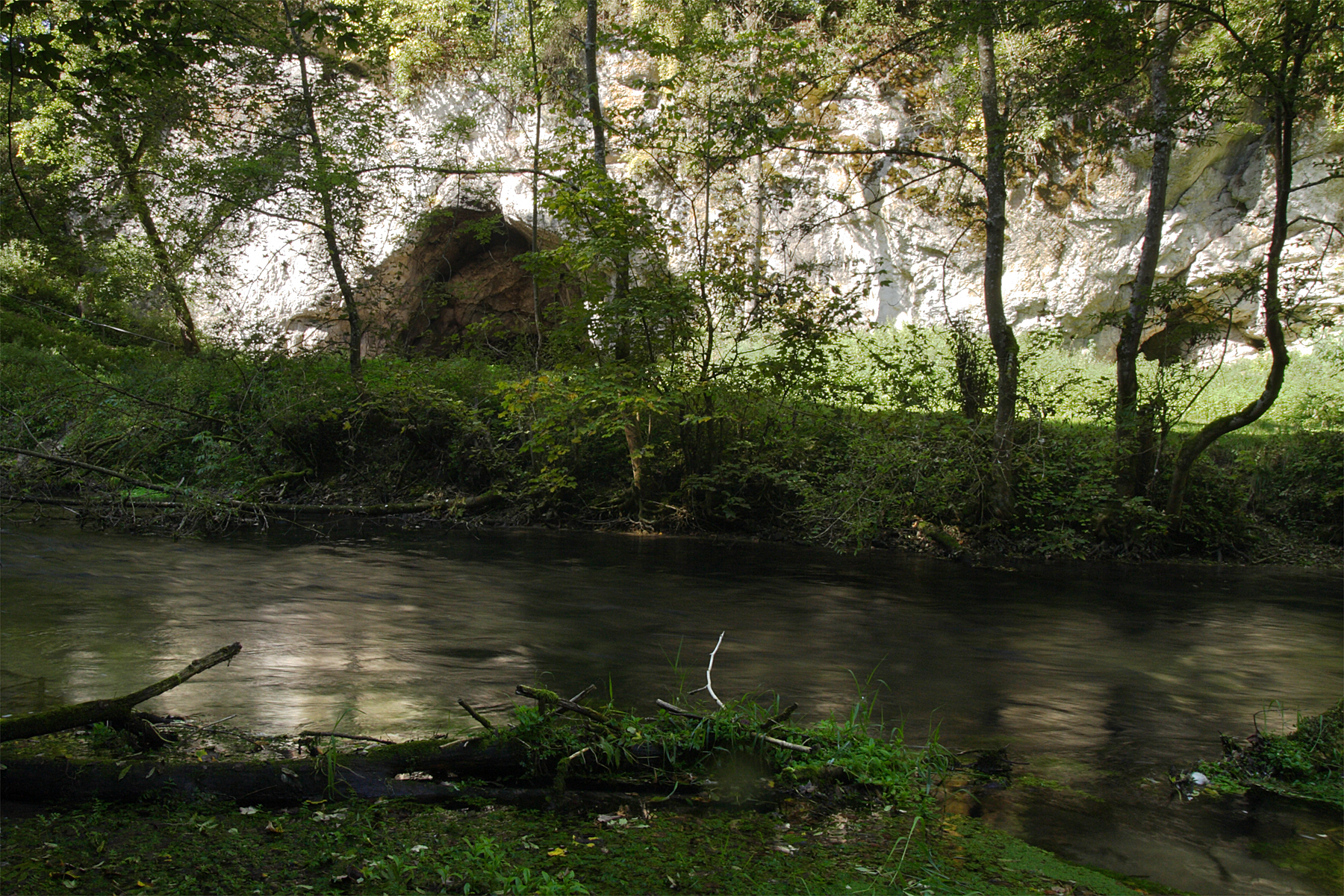
Lauchert und Bittelschießer Höhle

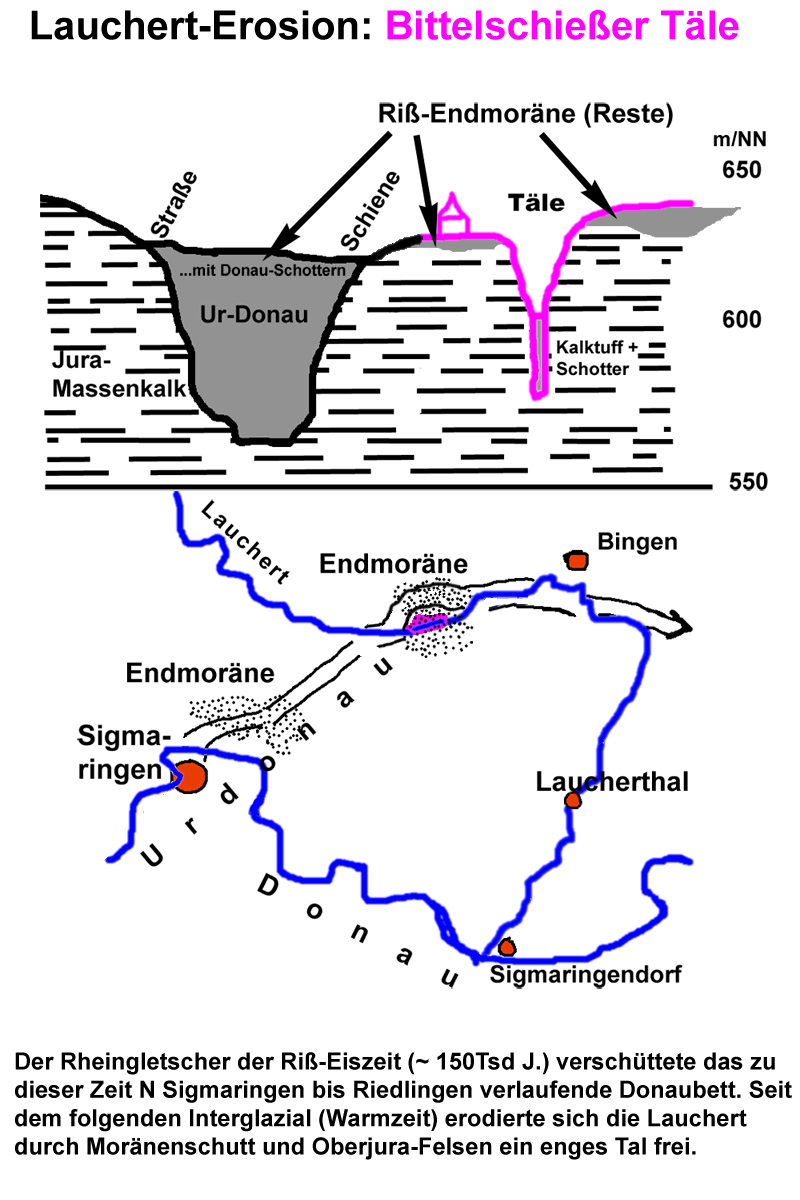
Oben: Querschnitt W Bingen (Landkreis Sigmaringen) (N=>S): Urdonau der Riß-Kaltzeit im alten Lauchert-Flussbett, heutige Canyon-Lauchert. Unten: Topographie riß-zeitliche Urdonau, Obere Donau und Lauchert heute

Der Name des Tales geht auf die Ruine Bittelschieß am Talbeginn zurück. Die Ortsadeligen des zwölf Kilometer weiter südlich liegenden Dorfes Bittelschieß hatten im 12. Jahrhundert die Burg als neuen Stammsitz erbaut. 1449 gaben die Herren die Burg auf.
Fast am unteren Ende des Tales befindet sich im Flussbett eine rund zwei Meter hohe künstliche Staukante, die bis zu einem normalen Pegel das meiste Wasser über einen Kanal (zwei Kanäle in einer Zeichnung von 1740) drei Mühlen zuleitete, darunter eine Hammer- und Waffenmühle, eine Nagelschmiede und eine Mahl- und Sägemühle (mit vier Mahlwerken). Nach einem mächtigen Hochwasser 1782 waren die Mühlen zerstört, nach einem erneuten Hochwasser im 19. Jahrhundert wurden sie nicht wieder aufgebaut. Auch Einzelheiten zu Pächtern, Eigentümern (seit über 200 Jahren die Hohenzollern) und Pachtzinsen sind urkundlich belegt. Auf drei Zeichnungen des 18. Jahrhunderts sind Zeichensymbole des Tales, der Burgruine Bittelschieß, der Lauchert und der Mühlen zu finden. Auch die Entstehung der Burg im 12. Jahrhundert ist urkundlich belegt.

## Bittelschießer Täle heute
Heute ist der vollständig bewaldete, großenteils immer noch nur rund 20 Meter breite Lauchert-Canyon rund 30 Meter bis zur Felssohle mit Würmschotter, Kalktuff und anderen feinen Sedimenten aufgefüllt.
Die kleiner gewordene Lauchert hat heute nur bei extremem Hochwasser noch nennenswert Sedimentfracht. Deswegen hat sie sich schon wieder rund zwei Meter tief in die Sedimente eingeschnitten. Die Bittelschießer Höhle, mit ihrem riesigen, offenen Portal die größte, erreicht mit etwa 15 Meter Höhe und Breite und bis zu 64 Meter Tiefe beeindruckende Ausmaße.

### Geschützte Landschaft
Das Landschaftselement, der Massenkalkhügel und das Canyon sind ein wertvolles Geotop (NSG-geschützt als flächiges Denkmal). Der Fluss liegt – wie fast das ganze Laucherttal von Oberlauf bei Stetten unter Holstein bis zum Unterlauf bei Laucherthal – im Landschaftsschutzgebiet Nr. 4.37.001 Laucherttal mit Nebentälern. Das Gebiet hat eine Größe von 1204 Hektar und steht seit 13. September 1955 unter Schutz.
Das Tal selbst ist an den zumeist schmalen Ufersedimenten bis zum Wasserrand mit Unterholz und hochgewachsenen Bäumen bewachsen. Nur die hoch stehende Sonne erreicht den Talboden. Das geräumige Bittelschießer Höhlenportal und der Platz davor sind die einzigen freien Flächen im Tal. Auf den Höhen des Hügels, links der Lauchert, liegen eine Kapelle, die Burgruine, sowie Wäldchen mit Fußwegen.
2001 wurde ein Erlebnispfad mit Uferwechsel auf einem sehr schmalen Fußgängerholzsteg geschaffen. Das Täle ist heute ein beliebter Ort für Spaziergänge und Naherholung der Bewohner der umliegenden Orte. Aber auch mit dem Rad oder zu Fuß das Laucherttal Erkundende kommen gerne hier durch. Der durch das Täle hindurchführende Weg ist meist schmal und uneben – hier können Fahrräder nur (mühsam) geschoben werden.

## Commons Bildmaterial
Koordinaten: 48° 6′ 25,5″ N, 9° 15′ 31″ O